# Nebojša Radmanović
Nebojša Radmanović (ur. 1 października 1949 w Gračanicy) – polityk, bośniacki Serb, serbski członek Prezydium Republiki Bośni i Hercegowiny od 6 listopada 2006 do 17 listopada 2014. Czterokrotny Przewodniczący Prezydium: od 6 listopada 2006 do 6 lipca 2007, od 6 listopada 2008 do 6 lipca 2009, od 10 listopada 2010 do 10 lipca 2011, oraz ponownie od 10 listopada 2012 do 10 lipca 2013.

## Życiorys
Nebojša Radmanović rozpoczął naukę w szkole w Banja Luce. Następnie studiował filozofię na Uniwersytecie Belgradzkim. W swojej karierze zawodowej zajmował stanowisko dyrektora Archiwów Republiki Serbskiej, dyrektora Teatru Narodowego w Banja Luce. Wchodził także w skład Zgromadzenia Narodowego Republiki Serbskiej oraz pełnił funkcję ministra administracji i samorządu lokalnego Republiki Serbskiej.
1 października 2006 został wybrany serbskim członkiem trzyosobowego Prezydium Bośni i Hercegowiny na okres czterech lat. W wyborach zdobył 53% serbskich głosów. Nebojša Radmanović należy do partii SNSD, Sojusz Niezależnych Socjaldemokratów (Savez nezavisnih socijaldemokrata). Jest żonaty, ma dwoje dzieci.
W czasie pierwszej kadencji w Prezydium dwukrotnie sprawował funkcję Przewodniczącego Prezydium Republiki Bośni i Hercegowiny. Po raz pierwszy od 6 listopada 2006 do 6 lipca 2007 oraz ponownie od 6 listopada 2008 do 6 lipca 2009.
W październiku 2010 wziął po raz drugi udział w wyborach na urząd członka Prezydium. W wyborach z 3 października odniósł zwycięstwo, zdobywając 49% głosów i pokonując Mladena Ivanicia (47% głosów). 10 listopada 2010 został zaprzysiężony na kolejną kadencję i jednocześnie objął funkcję przewodniczącego Prezydium na okres 8 miesięcy.
10 listopada 2012 objął po raz czwarty funkcję Przewodniczącego Prezydium Bośni i Hercegowiny.